# Ауке Хюлст
Ауке Хюлст (нід. Auke Hulst; 20 травня 1975; Хогезанд-Саппемер) — нідерландський письменник, журналіст і музикант.

## Біографія
Ауке Хюлст, онук радіожурналіста Тона Хюлста (1939—1983) народився 20 травня 1975 року в муніципалітеті Хогезанд-Саппемер, провінція Гронінген, дитинство провів на хуторі Денемаркен біля Слохтерена, на півночі Нідерландів. Вивчав образотворче мистецтво, нідерландську та англійську мови в Академії Мінерви в Гронінгені, проте не закінчив жодного курсу.
З 1998 року працював у низці провідних нідерландських та бельгійських видань, зокрема Vrij Nederland, Esquire, Knack Focus, NRC Handelsblad, De Groene Amsterdammer, New Statesman, De Morgen, Tirade, De Revisor та De Standaard. У 2006 році опублікував свій перший роман «Jij en ik en alles daartussenin» (укр. «Ти і я, та все, що поміж»). У 2007 році разом із художником коміксів Раулем Делео (Raoul Deleo) видав публіцистичний графічний роман «De eenzame snelweg» (укр. «Безлюдне шосе»). Роман в імпресіоністській манері розповідав про подорож авторів через усю країну і був присвячений 50-річчю публікації твору Джека Керуака «On the Road». Книга номінувалася на Медаль Stripschap у категорії «Нідерландська література» та на бельгійський Приз Сен-Мішель.
У 2009 році Хюлст разом із Вімом Мелісом (Wim Melis), організатором фотофестивалю Noorderlicht у Гронінгені, створив фотокнигу «The Pursuit of Happiness». У рамках співпраці з цим фестивалем Хюлст став співавтором та автором тексту спеціальної публікації «Warzone», присвяченій воєнному досвіду солдатів-учасників інтернаціональних місій і виданій у 2010 році, а у 2013 році аналогічним чином брав участь у виданні фотоальбому «The Sweet and Sour Story of Sugar».
У 2009 році вийшов роман «Wolfskleren» (укр. «Одяг вовка»).
У 2012 році Хюлст опублікував напівавтобіографічну повість «Kinderen van het Ruige Land» (укр. «Діти варварської країни»). Критики та читачі добре сприйняли книгу, яка завоювала низку другорядних місцевих літературних нагород, проте видавець не зміг подати заявку на участь книги у двох престижних конкурсах Libris та Gouden Boekenuil, і Хюлст розірвав контракт із видавництвом.
Новим видавцем творів Хюлста стало видавництво Anthos, де 2014 року був опублікований роман «Buitenwereld, binnenzee» (укр. «Зовнішній світ, внутрішнє море»), який був збіркою подорожніх оповідань та замальовок, а 2015 року — гостросоціальний роман «Slaap zacht, Johnny Idaho» (укр. «Міцно спи, Джонні Айдахо»). Останній твір завоював перший приз Премії Гарленда, приз Reinaert-trofee та номінувався на ще два.
Восени 2016 року вийшла нова книга Хюлста «En ik herinner me Titus Broederland».

## Музична діяльність
Ауке Хюлст є музикантом і композитором в англомовному музичному проєкті Sponsored By Prozac. Окрім того, він — продюсер нідерландського дівчачого гурту De Meisjes, що дебютував у 2012 році з альбомом «Beter dan niets», а 2014 року випустив диск «Dokter Toestel».
У 20106 році Хюлст презентував серію телепрограм «Von Amsterdam nach Odessa» (укр. Від Амстердама до Одеси), до якої також написав саундтрек.